# كوشيتسه I
كوشيتسه I (بالسلوفاكية: Košice I)‏ هو حي في مدينة كوشيتسه، بسلوفاكيا. تبلغ المساحة التقريبية للحي 86كم² في حين يبلغ تعداد سكان الحي ما يقرب من 68,648 بحسب إحصاء العام 2007. أما كثافة السكان فتصل إلى 786,6 كم². يتشكل حي كوشيتسهI من ستة بلديات مركز المدينة أو المدينة القديمة (بالسلوفاكية: Staré mesto)‏, دجونغلا (بالسلوفاكية: Džungľa)‏, كافيتشاني (بالسلوفاكية: Kavečany)‏,كوشيتسه سيفر (بالسلوفاكية: Košice-Sever)‏ سيدليسكو تاهانوفتسى (بالسلوفاكية: Sídlisko Ťahanovce)‏, تاهانوفتسى (بالسلوفاكية: Ťahanovce)‏.

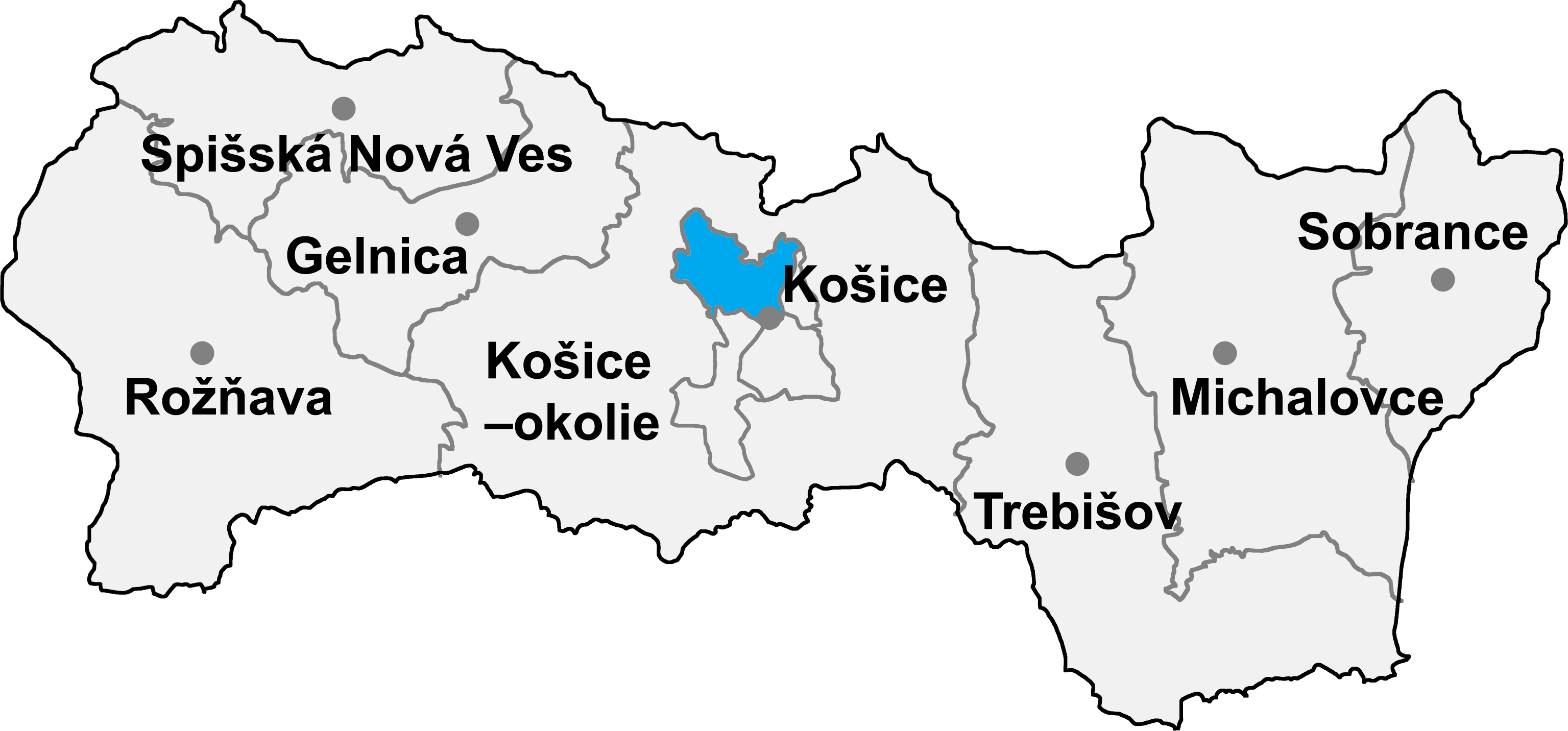
موقع حي كوشيتسهI في إقليم كوشيتسه